# 大岩奥斯卡尔
大岩奥斯卡尔（Oiwa Oscar）1965年出生于巴西圣保罗，是第2代日裔巴西人。1985年考入圣保罗大学，毕业于圣保罗大学建筑学专业。画家、当代艺术家。艺术团体「昭和40年会（页面存档备份，存于）」成员。现居住生活于纽约。

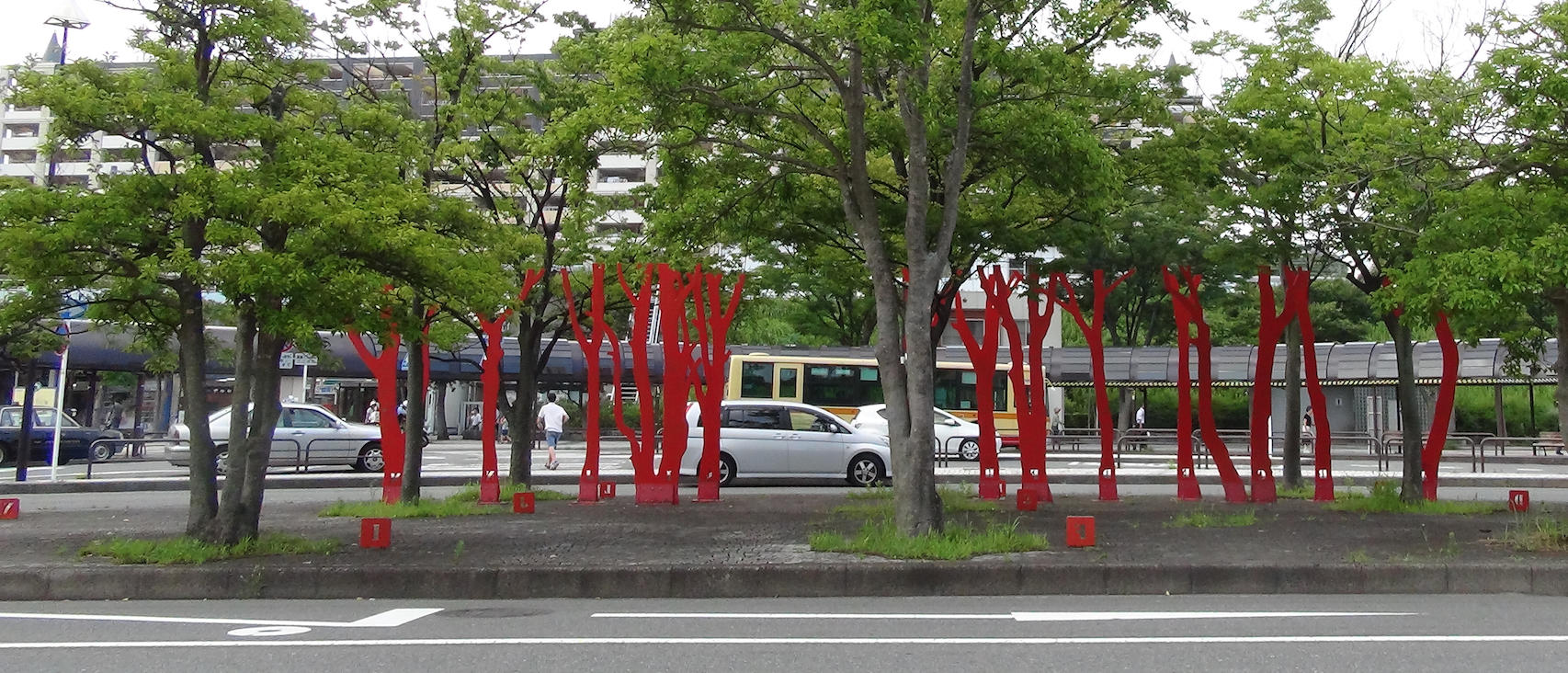
Tree Portrait, 1997, aluminum, paint, height 3m, Hongodai Station, Yokohama

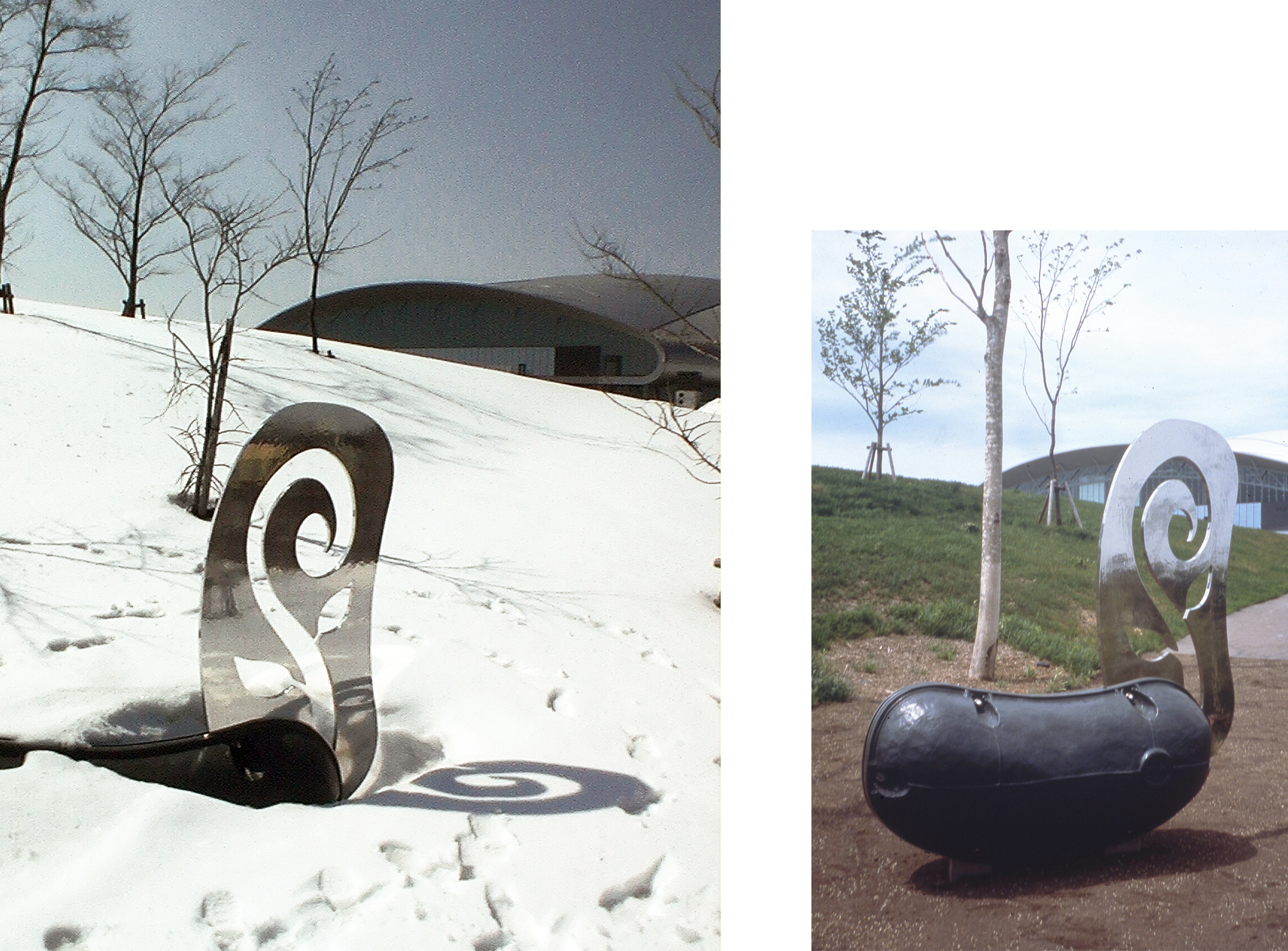
Bean (Feijao), 2000, cast iron, stainless steel, 180 x 230 x 50 cm, Sapporo Dome, Hokkaido

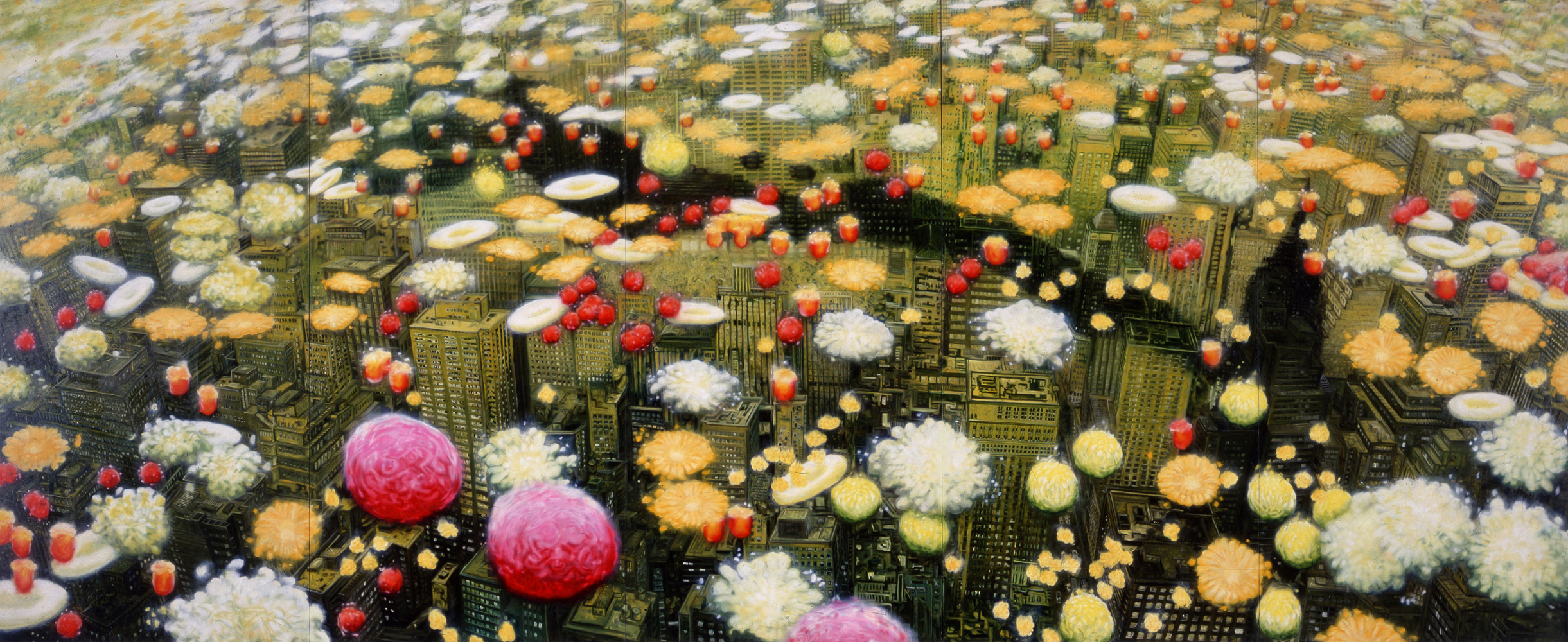
Gardening (Manhattan), 2002, oil on canvas, 227 x 555 cm, The National Museum of Modern Art Tokyo collection, Tokyo.

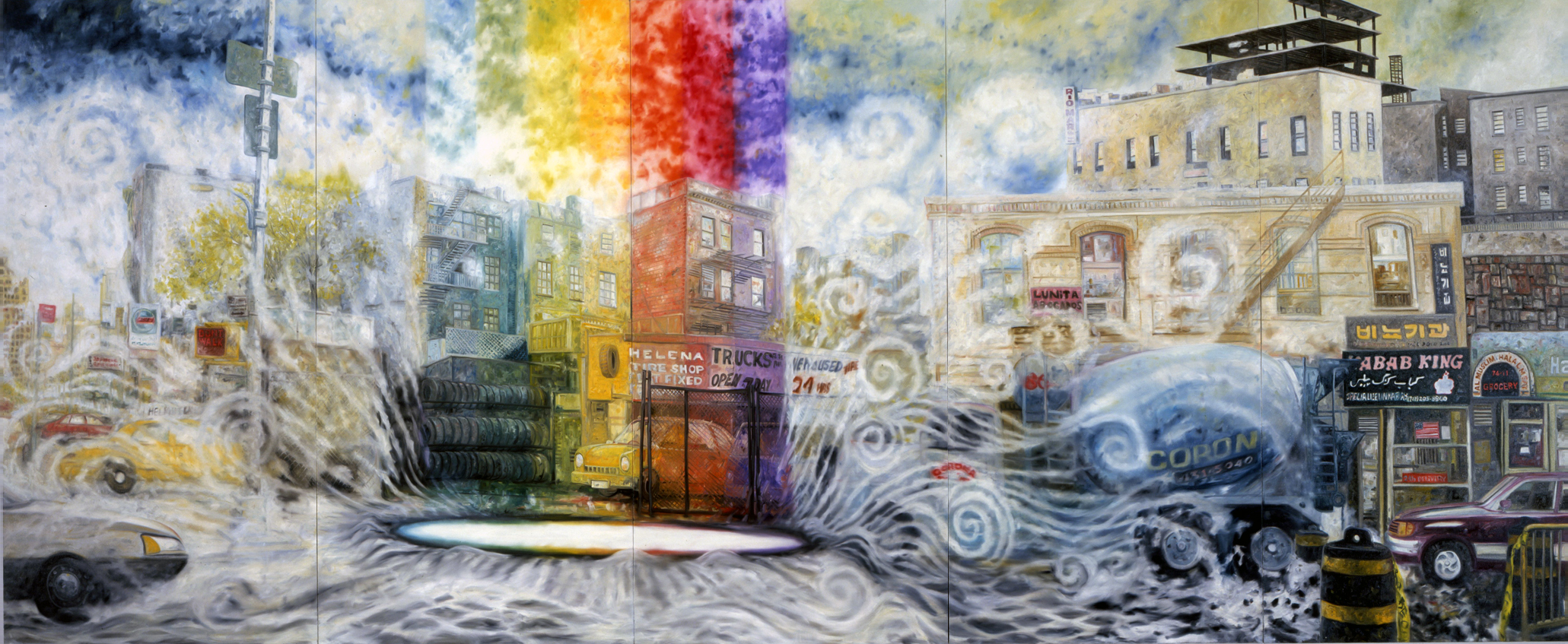
Rainbow, 2003, oil on canvas, 227 x 555 cm, Takamatsu City Museum of Art collection, Kagawa

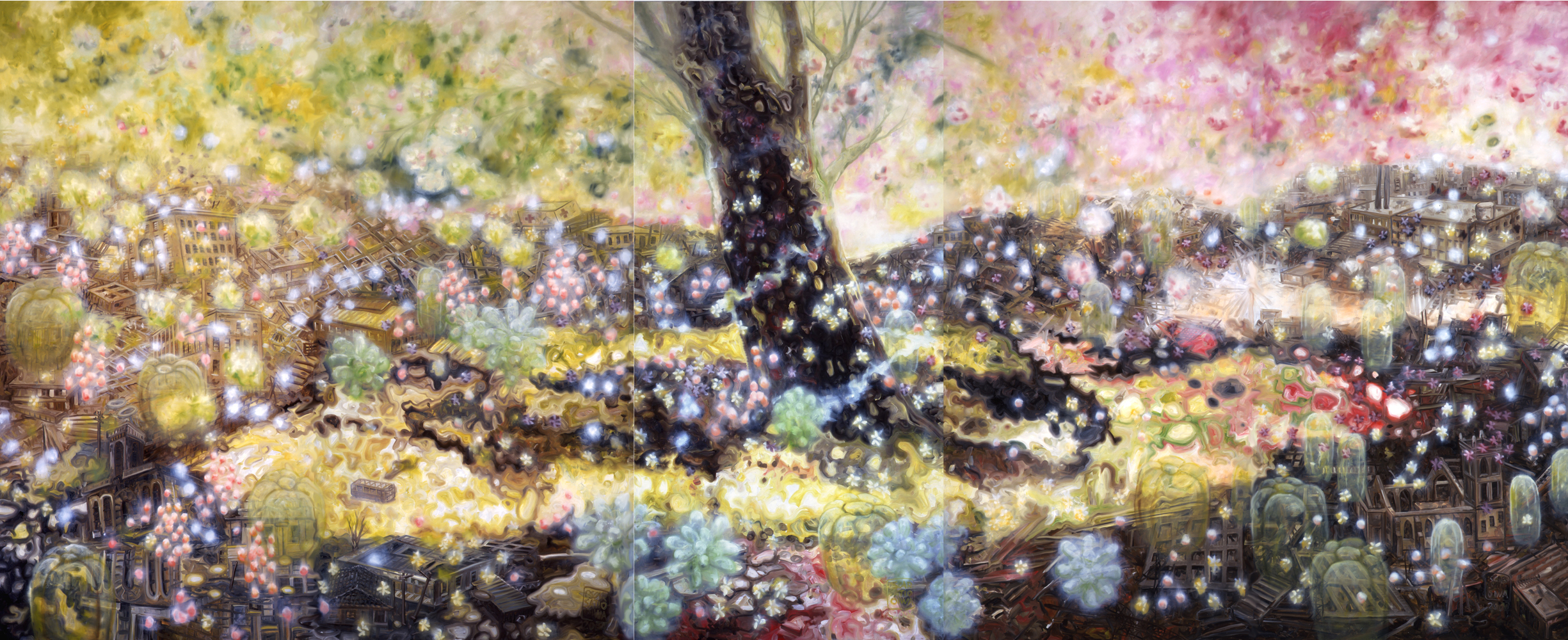
Flower Garden, 2004, oil on canvas, 227 x 555 cm, Hiroshima City Museum of Contemporary Art / private collection, Tokyo

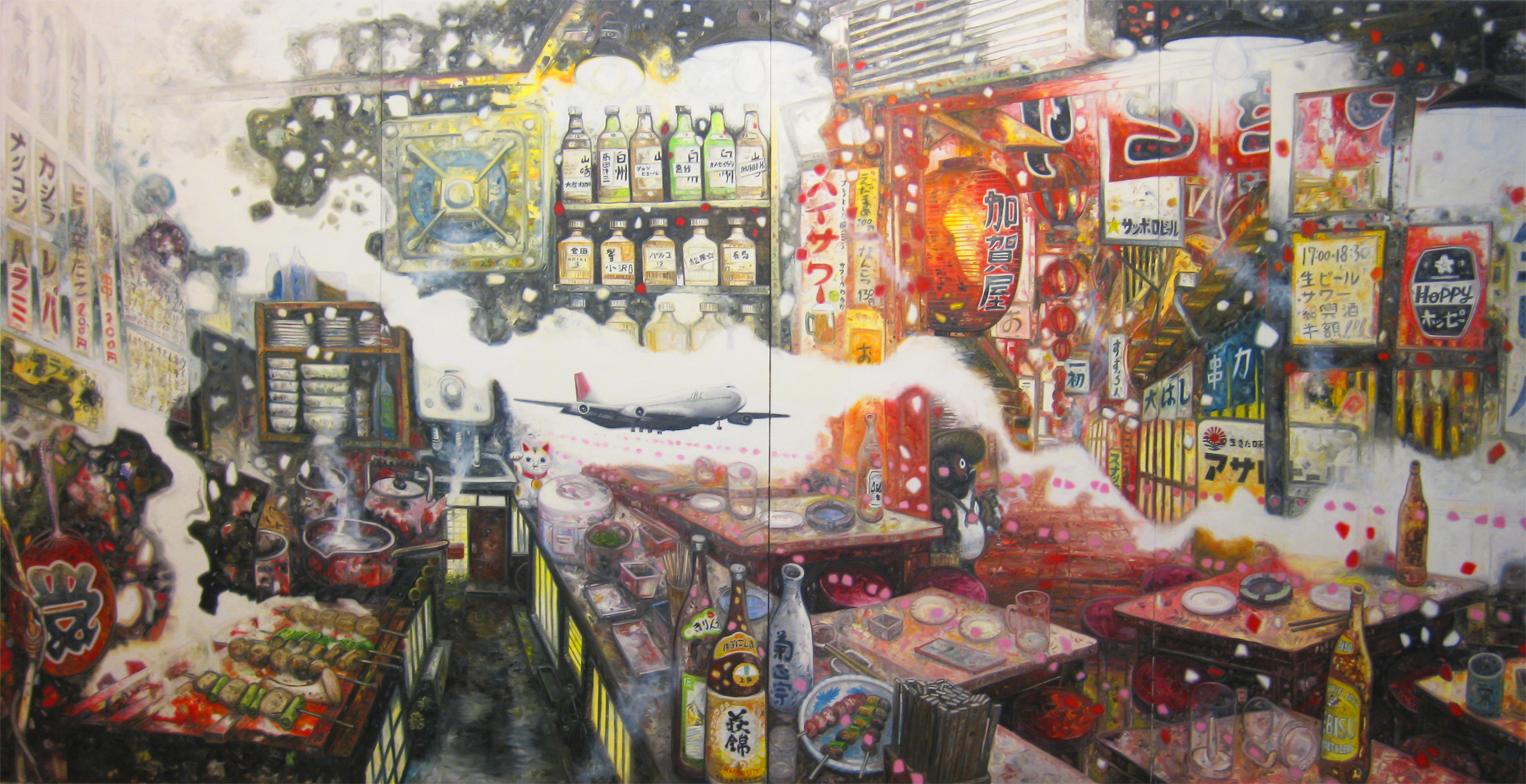
Kita Senju, 2008, oil on canvas, 227 x 444 cm, 21st Century Museum of Contemporary Art collection, Kanazawa

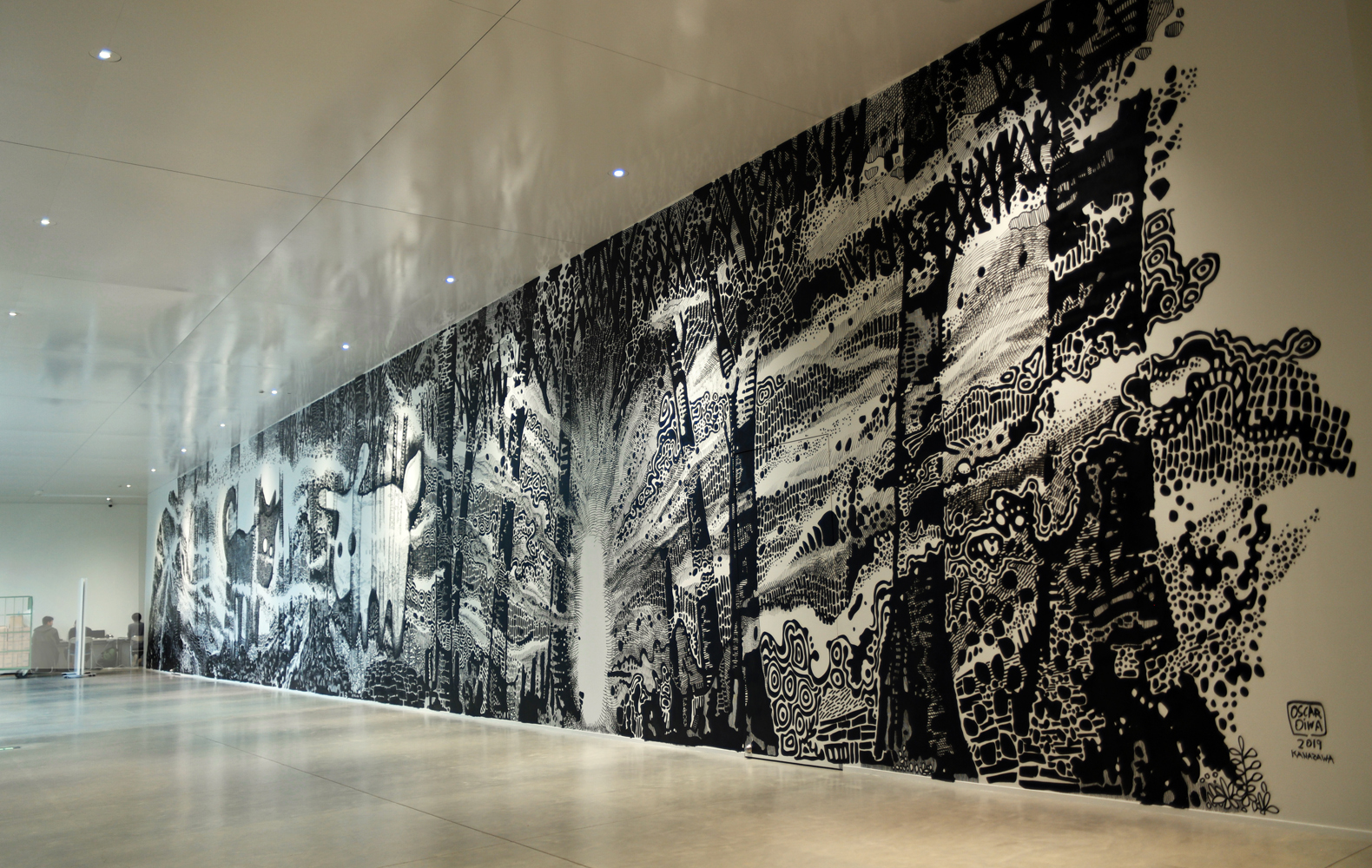
Woods wall drawing, 2019, 4 x 27 meters, 21st Century Museum of Contemporary Art, Kanazawa

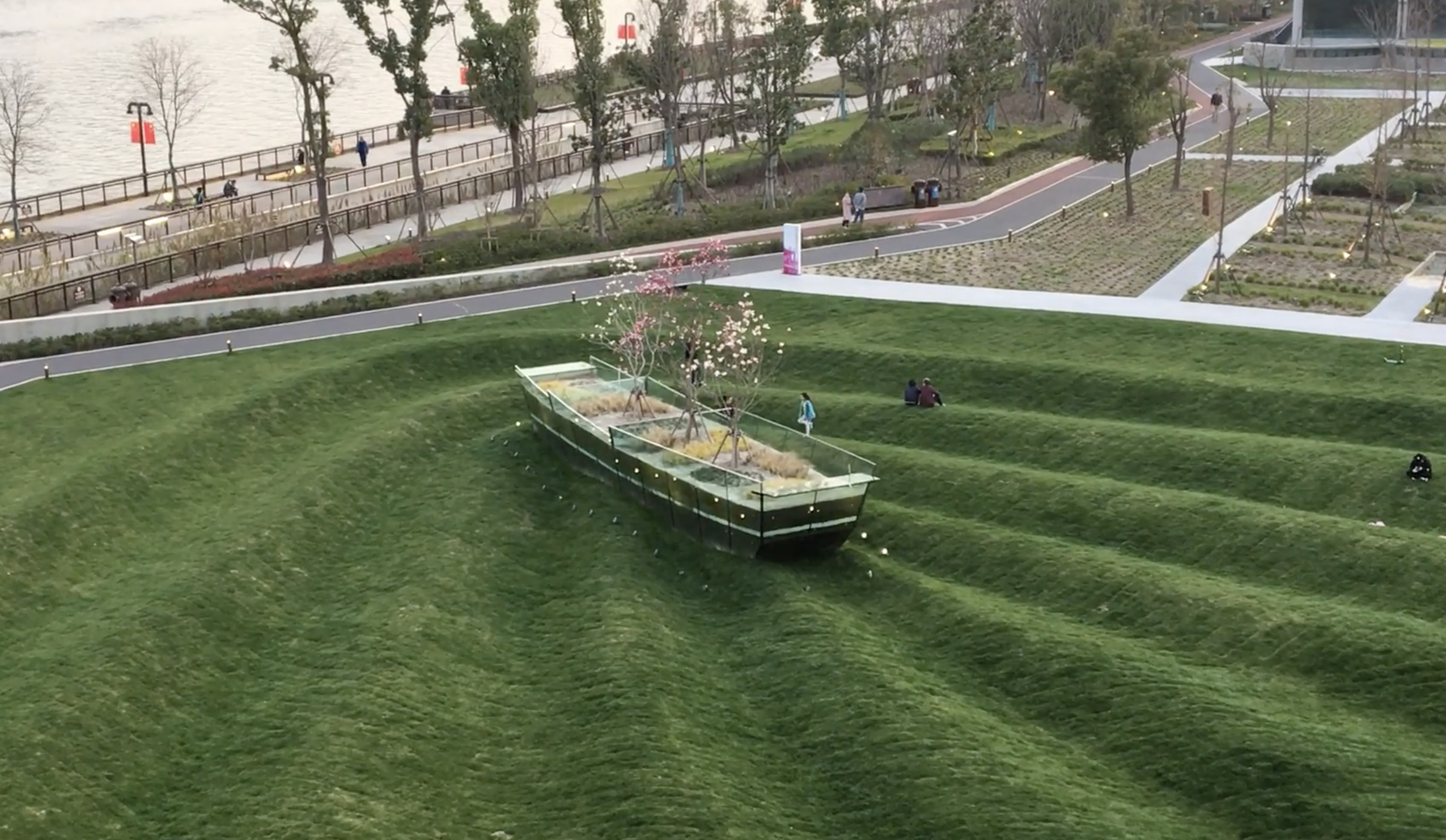
Time Shipper, 2020, Yangpu Riverside Park, Shanghai

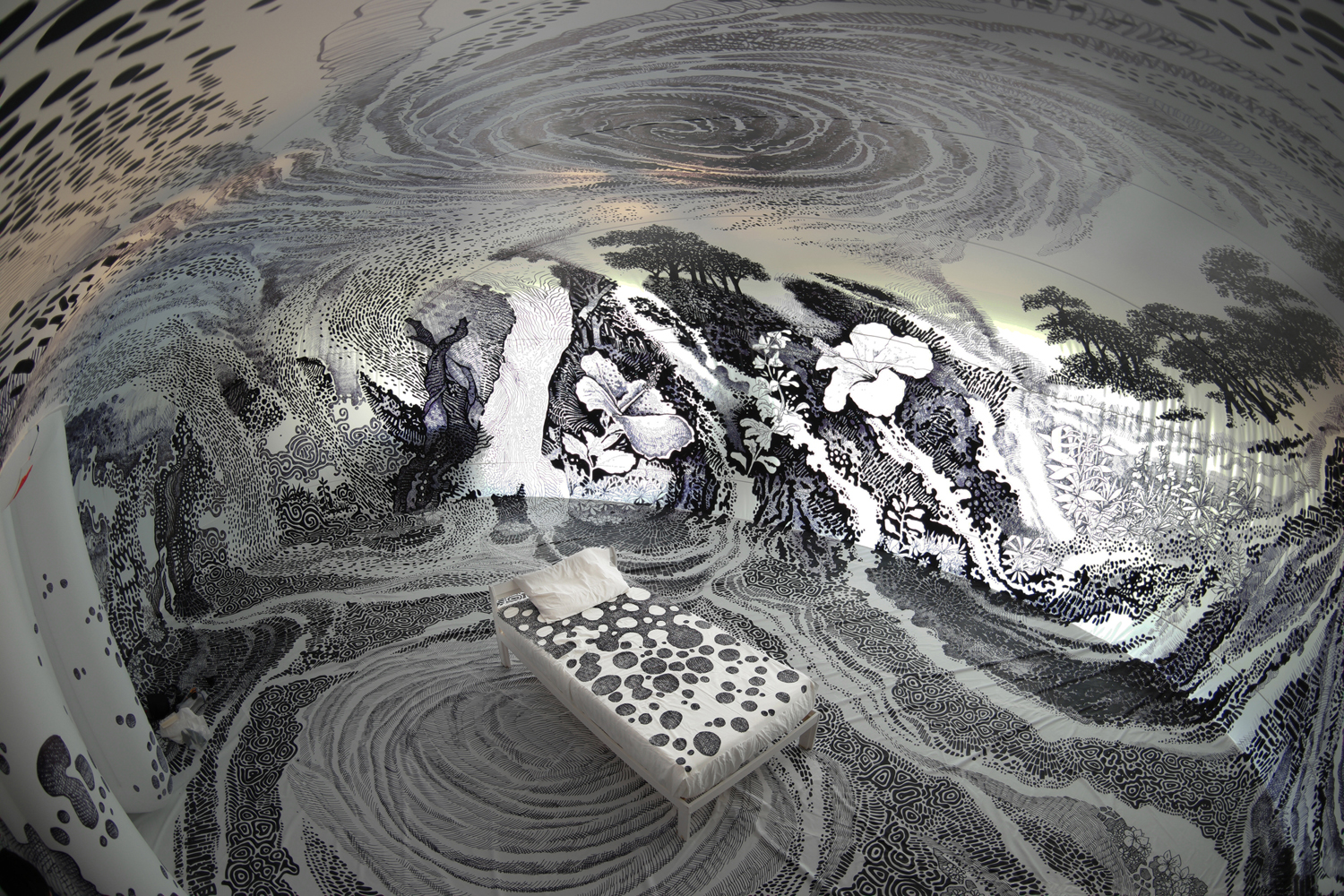
Dreams of a Sleeping World Installation, 2020, University of Southern California, Pacific Asia Museum

## 人物简介

### 简历
大岩奥斯卡尔1965年出生在巴西圣保罗，是日裔巴西移民第二代。
1983年考入圣保罗大学专攻建筑学。由于自幼受到漫画艺术的影响，在大学一边进行学习，一边作为艺术家开展活动。

### 海外经历
1991年到2002年大岩将创作中心从巴西转移到日本，举办多个个展群展。2002年至今他一直在纽约进行艺术创作。
20岁时大岩首次的东洋之旅来到日本，感受东洋文化。 40岁时初次到访中国北京。2009年在北京举办以亚洲风貌为主题的个展【亚洲厨房】。

### 创作形式
大岩是画家，当代艺术家。他的创作形式多样：除奇特的造型艺术作品外，以科幻架空的概念为源泉，他还作有装置，概念性作品；也参与公共艺术和书籍出版。涉猎绘画及写作。

### 创作理念
大岩将毫无关联的现实元素与自己的世界观加以融合，提出“作品内容无国籍”的创作理念并坚称自己是 “单纯的地球人”。

## 主要个展
- 1997年   「Via Crucis I」现代美术制作所（东京）
- 2000年   「伊甸园」莱顿现代美术中心（荷兰）
- 2000年   「杰作（古代美术馆来的礼物）」富士电视・画廊（东京）
- 2002年   「诺亚方舟」Gallery Frederic Giroux（巴黎）
- 2003年   「Monte Pascoal」Thomas Cohn Gallery (圣保罗)
- 2006年   「看不见的反射」 池田20世纪美术馆（静冈）
- 2007年   「Fire Shop」P.P.O.W(纽约)
- 2008年   「梦之世界」东京都现代美术馆（东京）
- 2008年    福岛县立美术馆（福岛）
- 2009年   「梦之世界」高松市美术馆（香川）
- 2009年   「亚洲厨房」东京画廊+BTAP（页面存档备份，存于）（北京）
- 2010年   「抽象的世界，具象的我」Gallery Caption（歧阜）

## 主要群展
1991年   「第21届圣保罗国际双年展」（圣保罗）

1993年   「Brazilian Art Today」Fujita Vente Museum(东京)

1995年   「VOCA’95」上野之森美术馆（东京）

2000年   「空地」丰田美术馆（爱知）

2000年   「大地艺术祭  越后妻有三年展」松代町（新潟）

2000年   「Gift of Hope」东京都现代美术馆（东京）

2001年   「In search of form」釜山市美术馆（韩国）

2002年   「大分现代美术展2002」大分市美术馆（大分）

2002年   「此时，这里的风景＝收藏＋艺术家＋你」静冈县立美术馆（静冈）

2003年   「旅」东京国立近代美术馆（东京）

2006年   「看不见的反射」池田20世纪美术馆（静冈）

2007年   「现代绘画展望」旧新桥停车场，铁道历史展示室，JR上野车站Breakstation Gallery（东京）

2009年	 「新澙水土艺术祭」新澙市美术馆（新澙）

2010年	 「濑户内国际艺术祭」男木岛（香川）

2010年   「艺术北京博览会」全国农业展览馆（北京）

## 受赏经历
1995年   「VOCA展’９５」奖励奖，上野之森美术馆（东京）

1995年   艺术家官邸奖（伦敦）

1996年   「第4届横滨雕塑双年展」大奖，荣誉市民奖，横滨美术馆（神奈川）

1997年    Pollock Krasner基金会奖学金（纽约）

2002年    Asian Cultural Council 奖学金（纽约／东京）

2002年    John Simon Guggenheim基金会奖学金（纽约）

## 代表作
「鲸1」「鲸 2」1989年，宇都宫美术馆藏

「园艺（曼哈顿）」2002，东京国立现代艺术博物馆收藏

「亚洲・龙」1995年，丰田市美术馆藏

「美世界肉食公司（Beautiful World Meat Market ）」2004年

「流浪狗」2004年

## 著作
「初艺术」 Skydoor，1995年 ISBN 4915879224

「ART&ist」现代企画室，2000年 ISBN 4773800143

「大岩奥斯卡尔,全球化时代的绘画」现代企画室，2008年,ISBN 9784773808018